# Seychalles
Seychalles ist ein Ort und eine zentralfranzösische Gemeinde (commune) mit 787 Einwohnern (Stand: 1. Januar 2022) im Département Puy-de-Dôme in der Region Auvergne-Rhône-Alpes. Die Gemeinde gehört zum Arrondissement Thiers und zum Kanton Lezoux.

## Lage
Seychalles liegt etwa 19 Kilometer ostnordöstlich von Clermont-Ferrand. An der östlichen Gemeindegrenze verläuft der Fluss Litroux. Umgeben wird Seychalles von den Nachbargemeinden Lempty im Norden, Lezoux im Osten und Nordosten, Moissat im Süden, Bouzel im Südwesten sowie Beauregard-l’Évêque im Westen.

## Bevölkerungsentwicklung
| Jahr                       | 1962 | 1968 | 1975 | 1982 | 1990 | 1999 | 2008 | 2013 |
| Einwohner                  | 451  | 464  | 404  | 384  | 427  | 442  | 539  | 696  |
| Quellen: Cassini und INSEE |      |      |      |      |      |      |      |      |

## Sehenswürdigkeiten
- Kirche aus dem 17. Jahrhundert
- Turm von Coucourt